# 兴安乡 (五大连池市)
兴安乡，是中华人民共和国黑龙江省黑河市五大连池市下辖的一个乡镇级行政单位。

## 行政区划
兴安乡下辖以下地区：
兴全村、常清河村、辰清河村、元青山村、前钟山村、丰山村、兴山村、舟山村、兴安村和固东河林场村。